# Patzberg
Patzberg (auch Batzberg) ist eine Rotte in der Gemeinde Dorfgastein im österreichischen Bundesland Salzburg.

## Geografie
Die Rotte Patzberg gehört zur Ortschaft und Katastralgemeinde Dorfgastein. Sie liegt am linken Flussufer der Gasteiner Ache, von dem es durch die Strecke der Tauernbahn getrennt ist. Gegenüber befindet sich das Zentrum von Dorfgastein. Bei einer Erhebung der Vogelarten des Gasteinertals in den 1980er Jahren wurden im Dorfer Wald oberhalb von Patzberg das Auerhuhn (Tetrao urogallus) als Brutvogel und der Dreizehenspecht (Picoides tridactylus) als wahrscheinlicher Brutvogel beobachtet.

## Geschichte
Der Ort wurde 1694 als Bäzberg urkundlich erwähnt. Im 19. Jahrhundert war Patzberg noch keine Rotte, sondern ein Einzelhof.

## Kultur und Sehenswürdigkeiten
Der Patzberg-Pass ist eine der zahlreichen Krampus-Gruppen („Passen“) des Gasteinertals. Er wurde 2006 gegründet und ist in Hundsdorf, Kreuzbichl und Lafen aktiv.

## Infrastruktur
Bei der Rodelbahn Dorfgastein in Patzberg handelt es sich um eine Naturrodelbahn des Tourismusverbandes Gastein. Durch Patzberg führen die leichte Mountainbergstrecke Strohlehenalm-Dorferberg-Runde und die mittelschwere Mountainbikestrecke Präaualm-Runde.